# Luc Perot
Pour les articles homonymes, voir Perot.
Luc Perot, né à Namur le 3 septembre 1922 et mort le 9 juillet 1985 dans la même ville,, est un peintre post-expressionniste belge et un professeur à l'Académie des Beaux-Arts de Namur.

## Biographie
Il s'est formé d'abord à l'Académie des Beaux-Arts de Namur puis à La Cambre à Bruxelles où il fut l'élève de Paul Delvaux.
Il pratique surtout le pastel, l'aquarelle et le dessin. Son thème est souvent la femme dans son intemporelle beauté. Auteur aussi de fresques, de cartons de tapisseries et de vitraux.
Son épouse, Jeanne Salentiny (1924-2018), était également peintre.
Atteint de la maladie de Pick, il meurt en juillet 1985. 